# 어드밴스 어드벤처
〈어드밴스 어드벤처 ~Advance Adventure~〉(일본어: アドバンス・アドベンチャー ~Advance Adventure~ 아도반스 아도벤차 ~Advance Adventure~[*])는 가든의 싱글이다.

## 수록곡
1. 어드밴스 어드벤처 ~Advance Adventure~(アドバンス・アドベンチャー 〜Advance Adventure〜)
  - 노래: 가든
  - 작사: 가든, 작곡 · 편곡: 타나카 히로카즈, 호른 편곡: 사노 사토시
2. 그 곳에 하늘이 있으니까(そこに空があるから)
  - 노래: 에자키 토시코
  - 작사: 와타나베 나츠미, 작곡: 미토메 카즈미, 편곡: 온다 나오유키

주간 포켓몬 방송국의 《포켓몬 사이드 스토리》 제12화 “로켓단 사랑과 청춘의 원점”에서 실제로 사용됐다.
3. 어드밴스 어드벤처 ~Advance Adventure~ (오리지널 카라오케)(アドバンス・アドベンチャー 〜Advance Adventure〜（オリジナルカラオケ）)
4. 그 곳에 하늘이 있으니까 (오리지널 카라오케)
5. 포켓몬 콘테스트(ポケモンコンテスト)
  - 작곡: 이치노세 고
6. 마그마단의 테마(マグマ団のテーマ)
  - 작곡: 이치노세 고
7. 아쿠아단의 테마(アクア団のテーマ)
  - 작곡: 이치노세 고
8. 싸움(闘い)
  - 작곡: 마스다 준이치
9. 승리(勝利)
  - 작곡: 마스다 준이치
10. 등화시티(トウカシティ)
  - 작곡: 아오키 모리카즈

| TV 애니메이션 《포켓몬스터 AG》 오프닝 테마 2002년 11월 21일(1화) ~ 2004년 3월 25일(69화) |                                                |                                           |
| 이전 곡: -                                                                                | 가든 〈어드밴스 어드벤처 (Advance Adventure)〉 | 다음 곡: 마츠모토 리카 〈챌린저!!〉       |
| TV 애니메이션 《포켓모스터 AG》 엔딩 테마 2002년 11월 21일(1화) ~ 2003년 3월 27일(18화)   |                                                |                                           |
| 이전 곡: -                                                                                | 에자키 토시코 〈그 곳에 하늘이 있으니까〉      | 다음 긱: 이누야마 이누코 〈폴카·춤·출까〉 |
| TV 애니메이션 《포켓몬스터 AG》 엔딩 테마 2003년 10월 2일(45화) ~ 2003년 11월 20일(52화)  |                                                |                                           |
| 이전 곡: 이누야마 이누코 〈폴카·춤·출까〉                                                 | 에자키 토시코 〈그 곳에 하늘이 있으니까〉      | 다음 곡: 에자키 토시코 〈스마일〉         |